# Пшеворно (гміна)
Гміна Пшеворно (пол. Gmina Przeworno) — сільська гміна у південно-західній Польщі. Належить до Стшелінського повіту Нижньосілезького воєводства.
Станом на 31 грудня 2011 у гміні проживало 5106 осіб.

## Площа
Згідно з даними за 2007 рік площа гміни становила 111.96 км², у тому числі:
- орні землі: 74.00%
- ліси: 18.00%

Таким чином, площа гміни становить 17.99% площі повіту.

## Населення
Станом на 31 грудня 2011:
| Опис     | Загалом | Загалом | Чоловіки | Чоловіки | Жінки | Жінки |
| -------- | ------- | ------- | -------- | -------- | ----- | ----- |
| одиниця  | осіб    | %       | осіб     | %        | осіб  | %     |
| все      | 5106    | 100     | 2575     | 50.43    | 2531  | 49.57 |
| міське   | 0       | 100     | 0        |          | 0     |       |
| сільське | 5106    | 100     | 2575     | 50.43    | 2531  | 49.57 |

## Сусідні гміни
Гміна Пшеворно межує з такими гмінами: Ґродкув, Каменник, Стшелін, Вйонзув, Зембіце.